# Евбуко перуанський
Евбуко перуанський (Eubucco tucinkae) — вид дятлоподібних птахів родини бородаткових (Capitonidae).

## Поширення
Вид поширений в Південній Америці. Трапляється на північному заході Амазонського регіону (південний схід Перу, північний захід Болівії, захід Бразилії). Живе у тропічних низовинних вологих лісах.

## Спосіб життя
Евбуко перуанський живиться плодами, квітами і комахами. Шукає комах між листям і в ліанах. Репродуктивна біологія виду недостатньо вивчена.